# Dionisio Ridruejo Jiménez
Dionisio Ridruejo Jiménez (El Burgo de Osma, Sòria, 12 d'octubre de 1912 - Madrid, 29 de juny de 1975) fou un escriptor i polític espanyol, pertanyent a la Generació del 36 o Primera generació poètica de postguerra.

## Biografia
Va estudiar amb els maristes a Segòvia i després amb els jesuïtes a Valladolid i a Madrid. Va ingressar en la Universitat Maria Cristina d'El Escorial. El 1933 es va afiliar a Falange Española i va ocupar càrrecs polítics; se li deuen dos versos de la lletra de l'himne falangista Cara al sol: "Volverán banderas victoriosas/al paso alegre de la paz".
Durant la Guerra Civil va ser director general de Propaganda del bàndol franquista. El 1940 va fundar amb Pedro Laín Entralgo la revista Escorial i el 1941 va marxar com a soldat ras voluntari a la División Azul que va anar a lluitar en Rússia al costat de les tropes alemanyes. A la seva tornada, no obstant això, es va enfrontar amb el règim del general Francisco Franco, no perquè s'inclinés cap a posicions liberals, sinó perquè el dictador es comportava com un governant revengista que, més que seguir les línies de la revolució falangista, es lliurava als corrents més conservadors i pretenia destruir els adversaris. Com el mateix Ridruejo escriví, Franco fingia «la suprema defensa de la nostra generació» mentre entonava «el càntic dels drets incondicionals» i predicava «una espècie de revengisme esportiu, donant a l'honrosa tasca del Poder una categoria de pagament de gratificacions». La seva discrepància la va exposar en persona al mateix Franco: el va acusar d'utilitzar la Falange fins a la traïció, li va dir que el comandament no ho legitima tot, i que, en lloc d'encarnar la revolució, pretenia ser un àrbitre entre forces contradictòries, i amb això establia un règim polític impopular que només administrava la fam, cedia davant les pressions eclesiàstiques, sostenia una justícia arbitrària i se sostenia gràcies a un exèrcit opressor. Va concloure dient que el «Règim s'enfonsa com a empresa encara que se sostingui com a embull». Trenca, doncs, amb el règim franquista el 1942 i deixa tots els seus càrrecs públics; és bandejat a la ciutat de Ronda i a Sant Cugat del Vallès el 1947.
Des de 1951 va residir a Madrid i es dedicà a donar conferències lluitant per liberalitzar el règim de Franco. Malgrat tot, la seva pertinença als antics combatents franquistes, li permet una llibertat d'actuació que mai haguessin pogut gaudir els antics republicans. De fet, aconsegueix nomenaments oficials a l'estranger o col·laboracions periodístiques pagades que li permeten subsistir, malgrat les dificultats que va sofrint. L'equip que va constituir en els seus anys de jerarca falangista (Gonzalo Torrente Ballester, Xavier de Salas, Juan Ramón Masoliver, Josep Maria Fontana Tarrats, Samuel Ros, Román Escotat, Carles Sentís, Antonio de Obregón, Martínez Barbeito, Edgar Neville, Luis Escobar, Manuel Augusto García Viñolas, Pedro Laín Entralgo, Luis Rosales, Luis Felipe Vivanco, etc.), «el menys sectari de tots els que es van constituir durant la guerra» segons ell, sempre va estar, d'una forma o altra, per a donar-li una mà.
El 1956 és empresonat per participar en un moviment revolucionari en el qual col·labora amb militants del PCE sense saber-ho, perquè aquests mantenen en secret la seva militància (entre ells hi ha Fernando Sánchez Dragó i Javier Pradera). El 1957 denuncia la situació política en un Informe confidencial lliurat a Franco. Acusat d'haver fundat el grup polític «Acció Democràtica» fou empresonat una altra vegada i va ser sotmès a dos processos. Va exercir la docència als Estats Units a principis dels anys seixanta. El 1962 va acudir a una trobada a Múnic entre dirigents de l'oposició de l'interior i de l'exili, batejat per la premsa oficial el contuberni de Múnic; un any abans havia hagut de publicar a Buenos Aires el seu llibre Escrito en España, que la censura no va deixar publicar a la Península. Per tot això va haver d'exiliar-se a París des de 1962 fins a 1964.
El 1974 va fundar la Unió Social Demòcrata Espanyola, de plantejaments reformistes neocatòlics que propugnaven una democràcia social pròxima a la democràcia cristiana del seu amic Joaquín Ruiz-Giménez.
El 2017 Jordi Amat va reeditar Casi unas memorias.

## Obra
Com a poeta, Ridruejo pot adscriure's a la que Dámaso Alonso va anomenar poesia arrelada: conrea l'estrofisme clàssic i usà una llengua pura i clara: posseeix una gran serenitat formal pròpia de l'estètica garcilasista i és un mestre en la forma del sonet, per al qual posseïa una gran facilitat. Els seus començaments poètics són deutors del model machadiano; els seus temes preferents són l'amorós, la naturalesa, els sentiments religiosos i patriòtics o l'art i la literatura. En els seus últims anys pren el rumb íntim dels records. Fora de la seva poesia i la seva prosa, va escriure la peça dramàtica en tres actes Don Juan i un text autobiogràfic, Casi unas memorias. Con fuego y con raíces. Els tres volums de la seva extensa guia de viatge Castilla la Vieja s'han convertit en un dels clàssics del gènere.

### Obra poètica
- Plural, Segovia, Imprenta El Adelantado, 1935.
- Primer libro de amor, Barcelona: Yunque, 1939.
- Poesía en armas, Madrid: Edit Nacional, 1940.
- Fábula de la doncella y el río, Madrid: Escorial, 1943.
- Sonetos a la piedra, Madrid: Edit. Nacional, 1943.
- En la soledad del tiempo, Barcelona: Montaner y Simón, 1944.
- Poesía en armas (Cuaderno de la campaña de Rusia), Madrid: Afrodisio Aguado, 1944.
- Elegías (1943-1945), Madrid: Col. Adonais, 1948.
- En once años. Poesías completas de juventud (1935-1945), Madrid: Edit. Nacional, 1950 (Premio Nacional de Poesía).
- Hasta la fecha (Poesías Completas), Madrid: Aguilar, 1962.
- Cuaderno catalán, Madrid: Revista de Occidente, 1965.
- Casi en prosa, Madrid: Revista de Occidente, 1972.
- En breve, Málaga, Litoral, 1975.

### Obra en prosa
- En algunas ocasiones
- Escrito en España
- Guía de Castilla la Vieja
- Diario d'una tregua
- Casi unas memorias Ed. Planeta, Barcelona, 1976